# Абдуллин, Ришат Мукимович
Риша́т Мукимович Абду́ллин (тат. Ришат Мөкыймь улы Абдуллин; 1 (14) марта 1916, Усть-Каменогорск — 12 ноября 1988, Алма-Ата) — казахский, советский оперный певец (баритон). Народный артист СССР (1967).

## Биография
Родился 1 (14) марта 1916 года (по другим источникам — 12 марта) в Усть-Каменогорске (ныне — в Казахстане) в татарской семье.
С 12 лет помогал вместе с братом-близнецом Муслимом отцу, работая возчиками на Белоусовском руднике.
В 1933—1935 годах учился в Алма-Атинском музыкально-драматическом техникуме (ныне Алматинский музыкальный колледж имени П. И. Чайковского), в 1936—1939 — в Казахской студии при Московской консерватории у А. И. Вишневского.
В 1944 году стал первым исполнителем главной роли Абая Кунанбаева в опере «Абай».
С 1939 по 1985 год — солист Казахского театра оперы и балета (Алма-Ата).
Выступал вместе с братом Муслимом. Братья Абдуллины пели ведущие партии в операх русских, западноевропейских классиков и советских композиторов. При этом, Муслим исполнял теноровые партии, а Ришат — баритоновые.
В дуэте с братом выступал также как концертный певец. В репертуаре произведения русских и казахских композиторов, казахские, русские, татарские и других народов песни.
В 1955 году вступил в КПСС.
В 1957 году, вместе с братом, сыграл в эпизоде фильма Шакена Айманова «Наш милый доктор» (1957).
Скончался 12 ноября 1988 года в Алма-Ате. Похоронен на Кенсайском кладбище.

### Семья
- Брат-близнец — Муслим Абдуллин (1916—1996), оперный певец. Народный артист Казахской ССР (1947).
- Жена — Лямига Абдуллина[7].
- Сын — Заур Абдуллин, оперный певец (баритон).
  - Внучка — Карина Абдуллина (род. 1976), певица, актриса.
- Дочь — Зухра.
- Сын — Шамиль.

## Награды и звания
- Орден Дружбы народов (1986)

- Государственная премия Казахской ССР (1978) — за исполнение партии Абая в опере «Абай» А. Жубанова и Л. Хамиди[3][8]

- Народный артист СССР (1967)
- Орден Трудового Красного Знамени (3 января 1959) — за выдающиеся заслуги в развитии казахского искусства и литературы и в связи с декадой казахского искусства и литературы в гор. Москве
- Народный артист Казахской ССР (1947)[3]
- Орден Октябрьской Революции

## Партии
- 1940 — «Золотое зерно» Е. Брусиловского — Сугур
- 1940 — «Бекет» А. Зильбера — Олжай
- 1942 — «Гвардия, вперёд!» Е. Брусиловского — Тастан
- 1944 — «Абай» А. Жубанова и Л. Хамиди — Абай
- 1953 — «Дударай» Е. Брусиловского — Артём, Думан
- 1959 — «Назугум» К. Кужамьярова — Гульмат
- «Жалбыр» Е. Брусиловского — Сугур
- «Ер-Таргын» Е. Брусиловского — Таргын
- «Биржан и Сара» М. Тулебаева — Кожагул
- «Евгений Онегин» П. Чайковского — Онегин
- «Демон» А. Рубинштейна — Демон
- «Кармен» Ж. Бизе — Эскамильо
- «Травиата» Дж. Верди — Жермон
- «Даиси» З. Палиашвили — Киазо
- «Чио-Чио-сан» Дж. Пуччини — Шарплес.

## Фильмография
- 1957 — «Наш милый доктор» — исполнение песни